# Éider Arévalo
Éider Orlando Arévalo Truque (né le 9 mars 1993 à Bogota) est un athlète colombien, spécialiste de la marche, champion du monde sur 20 km en 2017 à Londres.

## Biographie
Né à Bogotá et élevé à Pitalito.

### Carrière junior
Il remporte la médaille d'or lors du 10 km junior de la Coupe du monde de marche 2010 à Chihuahua, au Mexique.
Considéré comme la meilleure chance de médaille de la Colombie, il est porte-drapeau lors des Jeux olympiques de la jeunesse à Singapour, mais est disqualifié lors du 10 000 m.
En 2011, il remporte la Coupe panaméricaine de marche dans la catégorie juniors puis il réalise 39 min 56 s 01 pour remporter le 10 000 m marche des championnats d'Amérique du Sud juniors de Medellín, un record des championnats qui ne se situe qu'à quelques secondes du record d'Amérique du Sud junior de Jefferson Pérez.
Lors de la Coupe du monde de marche 2012 à Saransk, il réédite son exploit de 2010. 
Il remporte la médaille d'or du 10 000 m marche lors des championnats du monde juniors d'athlétisme 2012 à Barcelone, devant le Russe Aleksandr Ivanov.

### Carrière senior
En août 2012, Arévalo dispute le 20 km des Jeux olympiques de Londres et termine vingtième.
Le 13 avril 2013 il remporte l'épreuve du Challenge mondial de marche de Poděbrady avec six secondes d'avance sur Erik Tysse, couvrant les 20 km en 1 h 19 min 45 s, ce qui améliore le record de Colombie que détenait Luis López depuis 2009. À Carthagène des Indes il obtient l'argent des championnats d'Amérique du Sud derrière Caio Bonfim.
En 2014, Arévalo remporte l'épreuve de marche des Jeux sud-américains. À la Coupe du monde de marche 2014 de Taicang, il est aligné sur 20 km mais est disqualifié. Aux Jeux d'Amérique centrale et des Caraïbes qui se déroulaient à Veracruz, il remporte la médaille d'argent du 20 km, en 1 h 26 min 03 s.
Le 19 juillet 2015, il termine 5e du 20 km lors des Jeux panaméricains à Toronto en 1 h 25 min 50 s. La même année, il se classe 7e aux championnats du monde de Pékin, obtenant sa première place de finaliste dans une grande compétition internationale.
Le 13 août 2017 à Londres, Arévalo remporte la médaille d'or du 20 km marche lors des championnats du monde en 1 min 18 s 53 après avoir fait la différence dans les derniers mètres, établissant au passage un nouveau record de Colombie. Il s'agit de son premier titre mondial senior.
Le 1er août 2018, il remporte le titre du 20 km lors des Jeux d'Amérique centrale et des Caraïbes de 2018 à Barranquilla, devant son public.

## Palmarès
| Date | Compétition                              | Lieu                        | Résultat | Épreuve         | Temps             |
| ---- | ---------------------------------------- | --------------------------- | -------- | --------------- | ----------------- |
| 2012 | Championnats du monde juniors            | Barcelone                   | 1er      | 10 000 m marche | 40 min 09 s 74    |
| 2012 | Jeux olympiques                          | Londres                     | 20e      | 20 km marche    | 1 h 22 min 00 s   |
| 2013 | Championnats d'Amérique du Sud           | Carthagène des Indes        | 2e       | 20 000 m marche | 1 h 24 min 36 s   |
| 2014 | Jeux sud-américains                      | Santiago                    | 1er      | 20 000 m marche | 1 h 22 min 11 s 1 |
| 2014 | Jeux d'Amérique centrale et des Caraïbes | Veracruz                    | 2e       | 20 km marche    | 1 h 26 min 03 s   |
| 2015 | Championnats du monde                    | Pékin                       | 7e       | 20 km marche    | 1 h 21 min 13 s   |
| 2016 | Jeux olympiques                          | Rio de Janeiro              | 15e      | 20 km marche    | 1 h 21 min 36 s   |
| 2017 | Championnats du monde                    | Londres                     | 1er      | 20 km marche    | 1 h 18 min 53 s   |
| 2017 | Challenge mondial de marche              | Challenge mondial de marche | 1er      | marche          | 36 pts            |
| 2017 | Jeux Bolivariens                         | Santa Marta                 | 3e       | 20 km marche    | 1 h 27 min 47 s   |
| 2018 | Jeux d'Amérique centrale et des Caraïbes | Barranquilla                | 1er      | 20 km marche    | 1 h 26 min 42 s   |

## Records
| Épreuve                 | Performance            | Lieu           | Date              |
| ----------------------- | ---------------------- | -------------- | ----------------- |
| 10 000 m marche (piste) | 39 min 56 s 01         | Medellín       | 24 septembre 2011 |
| 10 km marche (route)    | 40 min 11 s            | Valley Cottage | 14 septembre 2014 |
| 20 000 m marche (piste) | 1 h 22 min 11 s 1 (RN) | Santiago       | 15 mars 2014      |
| 20 km marche (route)    | 1 h 18 min 53 s (RN)   | Londres        | 13 août 2017      |